# Норичкий Врх
Норичкий Врх (словен. Norički Vrh) — поселення в общині Горня Радгона, Помурський регіон, Словенія. Висота над рівнем моря: 230,1 м.